# Campionati europei di karate 1982
La 17ª edizione del campionato europeo di karate si è disputata a Gotemburgo nel 1982. Hanno preso parte alla competizione 278 karateka provenienti da 18 paesi.

## Campioni d'Europa

### Kata
| Categoria             | Vincitore          |
| Individuale maschile  | Jean-Pierre Fisher |
| Individuale femminile | Roman              |
| Squadre maschili      | Italia             |
| Squadre femminili     | Svezia             |

### Kumite
| Categoria              | Vincitore         |
| Fino a 60 kg maschile  | Marques           |
| Fino a 65 kg maschile  | Cebolla           |
| Fino a 70 kg maschile  | Aguado            |
| Fino a 75 kg maschile  | Amillo            |
| Fino ad 80 kg maschile | Claude Pettinella |
| Oltre 80 kg maschile   | Atkinson          |
| Open maschile          | Vic Charles       |
| Fino a 53 kg femminile | Fillios           |
| Fino a 60 kg femminile | Morris            |
| Oltre 60 kg femminile  | Joffroy           |
| Squadre maschili       | Paesi Bassi       |